# Svista, Eskilstuna kommun
Svista är en blandad bebyggelse på båda sidor om E6an öster om Eskilstuna i Eskilstuna kommun.  Bebyggelsen klassades 2020 som en småort.